# 在アラブ首長国連邦モルディブ大使館
在アラブ首長国連邦モルディブ大使館（ディベヒ語: ޔުނައިޓެޑް އަރަބި އެމިރޭޓްސްގައި ހުންނަ ދިވެހިރާއްޖޭގެ އެމްބަސީ、アラビア語: سفارة جزر المالديف في الإمارات العربية المتحدة、英語: Embassy of Maldives in the United Arab Emirates）は、モルディブがアラブ首長国連邦の首都アブダビに設置している大使館である。在アブダビモルディブ大使館（アラビア語: سفارة جزر المالديف في أبو ظبي、英語: Embassy of Maldives in Abu Dhabi）とも。
1978年3月15日、アラブ首長国連邦とモルディブの外交関係が樹立される。かつては在サウジアラビア大使館が在アラブ首長国連邦大使館を兼轄しており、2017年3月8日までリヤド常駐のアブドゥラ・ハミード大使が在アラブ首長国連邦大使を兼任していたが、2017年2月20日に大使を拝命したフセイン・ニヤーズがアブダビ常駐では初代となる在アラブ首長国連邦大使となった。

## 住所
| 所在地 | Villa 54, Jdeerah Street, Abu Dhabi |
| 私書箱 | P.O. Box 114 690, Abu Dhabi         |

## 大使
2020年11月23日より、アーミナト・シャビーナーが特命全権大使を務めている。